# A Real Live One
Albums de Iron Maiden
Fear of the Dark
(1992) A Real Dead One
(1993)
A Real Live One est le deuxième album live du groupe de heavy metal britannique Iron Maiden.

## L'album
Il s'agit d'une sélection de titres de la tournée de promotion de l'album Fear of the Dark, enregistrés à différentes dates et divers lieux et non pas de l'enregistrement d'un concert.
Le disque contient uniquement des morceaux postérieurs à leur précédent album live Live After Death. Ce sont principalement des titres sortis en singles. Il précède le disque A Real Dead One qui reprend des titres plus anciens.
En 1998, ces deux albums ont été réédités ensemble sous le titre A Real Live Dead One.

## Liste des titres
1. Be Quick or Be Dead
2. From Here to Eternity
3. Can I Play with Madness
4. Wasting Love[1]
5. Tailgunner (Harris - Dickinson), enregistré à la patinoire de Malley à Lausanne, Suisse, le 4 septembre 1992
6. The Evil that Men Do
7. Afraid to Shoot Strangers
8. Bring Your Daughter... to the Slaughter
9. Heaven Can Wait
10. The Clairvoyant
11. Fear of the Dark

## Musiciens
- Bruce Dickinson : chant
- Dave Murray : guitare
- Janick Gers : guitare
- Steve Harris : basse
- Nicko McBrain : batterie